# Ladrão de Casaca (filme)
To Catch a Thief (bra/prt: Ladrão de Casaca) é um filme estadunidense de 1955, dos gêneros suspense e romance, dirigido por Alfred Hitchcock. O roteiro, escrito por John Michael Hayes, foi baseado no romance homônimo de 1952, escrito por David Dodge.
A produção é estrelada por Cary Grant no papel de um assaltante aposentado, que tenta salvar sua renovada reputação pegando um nova "gata" que está atacando os turistas ricos da Riviera Francesa. Grace Kelly também estrela o filme no papel da "gata" e de par romântico de Grant. Este filme marca a última colaboração da atriz com Hitchcock.

## Sinopse

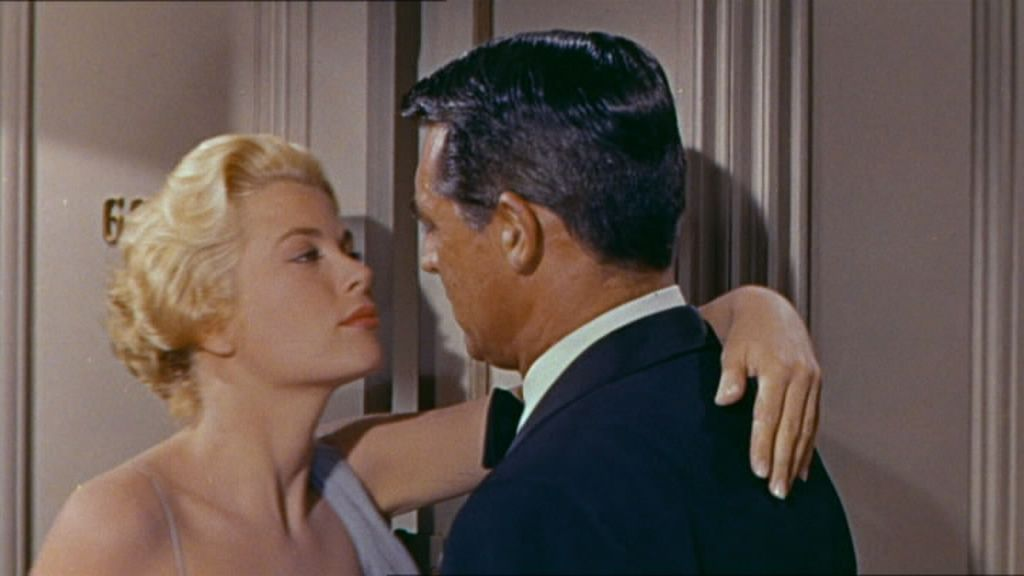
Grace Kelly e Cary Grant

O bon-vivant e ex-ladrão de jóias John Robie, conhecido como "Gato", é o principal suspeito de uma onda de roubos de jóias na Riviera Francesa. Para não voltar para a cadeia, já que alguém deseja culpá-lo pelos crimes, ele parte atrás do verdadeiro culpado. Quando conhece e chama a atenção da bela Frances Stevens, ele decide utilizá-la como isca para prender o verdadeiro ladrão.

## Elenco
- Cary Grant ....  John Robie ("O Gato")
- Grace Kelly ....  Frances Stevens
- Jessie Royce Landis ....  Jessie Stevens
- John Williams ....  H. H. Hughson
- Charles Vanel ....  Monsieur Bertani
- Brigitte Auber ....  Danielle Foussard
- Jean Martinelli ....  Foussard, pai de Danielle
- Georgette Anys ....  Germaine, a empregada
- René Blancard ....  Commissaire Lepic (não-cretitado)

## Produção
Este foi o primeiro de cinco filmes de Hitchcock feitos no processo de widescreen chamado VistaVision, e o último com a participação de Grace Kelly. O filme também levou a outra colaboração bem sucedida com Cary Grant, o clássico de 1959 Intriga Internacional (também sobre um homem que tem sua identidade confundida com a de outro e que adentra uma aventura vertiginosa para provar sua inocência).
Os figurinos do filme foram feitos por Edith Head, incluindo o memorável vestido de gala em lamê dourado usado por Kelly na cena do baile de fantasias.

## Distribuição
Ladrão de Casaca é o único filme de Hitchcock lançado pela Paramount que ainda é de propriedade e é controlada pela empresa. Os outros foram vendidos para Hitchcock no início da década de 1960 e atualmente são distribuídos pela Universal Studios.

## Prêmios e honras

### Prêmios e indicações
| Data da cerimônia                    | Premiação                                  | Categoria                        | Indicado(s)                                               | Resultado |
| ------------------------------------ | ------------------------------------------ | -------------------------------- | --------------------------------------------------------- | --------- |
| 25 de agosto a 9 de setembro de 1955 | Festival Internacional de Cinema de Veneza | Leão de Ouro                     | Alfred Hitchcock                                          | Indicado  |
| 8 de março de 1956                   | Writers Guild of America Award             | Comédia Americana Melhor Escrita | John Michael Hayes                                        | Indicado  |
| 21 de março de 1956                  | Oscar                                      | Melhor Cinematografia - Cor      | Robert Burks                                              | Venceu    |
| 21 de março de 1956                  | Oscar                                      | Melhor Direção de Arte - Cor     | Hal Pereira, J. McMillan Johnson, Sam Comer, Arthur Krams | Indicado  |
| 21 de março de 1956                  | Oscar                                      | Melhor Figurino - Cor            | Edith Head                                                | Indicado  |
| 20 de dezembro de 2009               | Satellite Awards                           | Best Classic DVD                 | Ladrão de Casaca - The Centennial Collection (Vol. 6)     | Indicado  |

### Reconhecimento posterior
Série 100 Anos… do American Film Institute
- 100 Anos… 100 Paixões—#46[6]